# سلفونات النفثالين
نافتالين سولفونات Naphthalenesulfonate هو مشتق من حمض سلفونيك ويحتوي وظيفة نفتالين.
ومن الأمثلة على ذلك:
- صبغة قطيفة
- اميدو الأسود
- حمض أرمسترونغ
- أحمر الكونغو
- ايفانز الأزرق
- سورامين
- الأزرق التريبان

## وصلات خارجية
- Naphthalenesulfonates في المكتبة الوطنية الأمريكية للطب نظام فهرسة المواضيع الطبية (MeSH).